# 哈立德·阿尔米什里
哈立德·阿尔米什里（阿拉伯语：خالد المشري；1969年—），自2018年4月8日至2023年8月6日担任高级国务委员会主席， 。该委员会是2015年12月成立的民族团结政府的咨询机构。他是公正与建设党成员，该党是穆斯林兄弟会下属组织。
自从他于2018年4月4日当选以来，他在第二轮109人中获得64票之后担任利比亚国国务委员会主席，而他的对手，前任主席阿卜杜拉赫曼·塞韦利获得45票。

## 高级国务委员会主席
2018年11月，他出席了在意大利举行的巴勒莫会议，旨在促成民族团结政府与哈利法·哈夫塔尔领导的利比亚国民军派系达成协议。
2019年3月初，米什里访问多哈，会见卡塔尔埃米尔塔米姆·本·哈马德·阿勒萨尼，讨论利比亚局势。 
2019年3月，他访问了俄罗斯，会见了俄罗斯总统中东和北非事务特使米哈伊尔·博格丹诺夫和联邦委员会主席瓦莲京娜·马特维延科。他们讨论了稳定利比亚局势的计划。<
2019年4月初，哈利法·哈夫塔尔将军开始从民族团结政府手中夺取的黎波里的军事行动后，米什里访问了伊斯坦布尔并与土耳其总统雷杰普·塔伊普·埃尔多安讨论了当地局势。